# Gare de Dives - Cabourg
Gare de Dives - Cabourg vasútállomás Franciaországban, Dives-sur-Mer településen.

## Vasútvonalak
Az állomást az alábbi vasútvonalak érintik:
- Mézidon-Trouville-Deauville-vasútvonal

## Kapcsolódó állomások
A vasútállomáshoz az alábbi állomások vannak a legközelebb:
- Gare de Dives-sur-Mer-Port-Guillaume